# Acetilbromid
Acetilbromid je kemijska spojina, ki se uporablja pri sintezi finih kemikalij, kemičnih sredstev, farmacevtskih izdelkih in izdelavi barv. Je brezbarvna tekočina, hlapi so težji od zraka, pri normalni temperaturi razvije kadeče hlape in je jedek. Pri manipuliranju z acetilbromidom se je potrebno obnašati kot s kislino in se ga ne sme vdihovati. Acetilbromid zelo burno reagira z vodo, zato je potrebna velika pazljivost pri gašenju.

## Ugotovitve nevarnih lastnosti
Hlapi močno dražijo oči, kožo in dihalne poti. Stik s tekočino povzroča močno draženje oči in kože.

## Ukrepi za prvo pomoč
Po vdihavanju je treba dovajati svež zrak ali kisik. V primeru nezavesti damo bolnika v ustrezen položaj in med prevozom poskrbimo za stabilno lego. Po stiku s kožo prizadeto mesto izpiramo z obilo vode, kontaminirano obleko je treba takoj odstraniti. Če pride dušikova kislina v stik z očmi, oči izpiramo z veliko vode vsaj 10 minut z odprtimi vekami. Po zaužitju naj ponesrečenec pije veliko vode, ne smemo pa izzivati bruhanja.  V vseh primerih je potrebna takojšnja zdravniška pomoč.

## Ukrepi ob požaru
V primeru požara so primerna gasilna sredstva ogljikov dioksid, gasilni prah, suh pesek. Vode in pene ne sme uporabljati zaradi nevarne silovite reakcije. Nevarnost spontane reakcije je v primeru, če pride voda v posodo. Pri gorenju nastaja dražeč in strupen plin.Gasilci morajo nositi ustrezno zaščitno opremo (kislinsko odporna obleka, dihalni aparat z lastnim dotokom zraka).

## Ukrepi ob nezgodnih izpustih
Ob nezgodnem izpustu je treba preprečiti stik oseb s spojino ter vdihavanje hlapov/aerosolov. Zagotoviti je treba dotok svežega zraka v prostor. Z okoljevarstvenega vidika moramo preprečiti pronicanje v kanalizacijo, jame in kleti. Tekočina acetil bromida po izpustu prečrpamo v označene vsebnike, preostanek posujemo z adsorbirnim sredstvom (mletim apnencem)in mehansko prenesemo v označene vsebnike.

## Ravnanje z nevarno snovjo in skladiščenje
Skladišči se jo v hladnih, suhih in dobro prezračenih prostorih, v tesno zaprtih posodah. Ne skladiščiti skupaj z alkalijami, redukcijskimi ali vnetljivimi snovmi. Prepovedano je piti, jesti in hraniti živež v prostorih, kjer se nahaja acetil bromid. Preprečimo stik tekočine z očmi, kožo in obleko, obleko prepojeno s snovjo takoj zamenjamo, obvezno moramo ustrezno zaščititi kožo, po delu si umijemo obraz in roke z milom in vodo.

## Nadzor nad izpostavljenostjo
- zaščita dihal: ob intenzivnejšem ali daljšem izpostavljanju uporabiti dihalni aparat, ki je neodvisen od krožečega zraka.
- zaščita rok: rokavice odporne proti kislini
- zaščita oči: zaščitna očala, ki dobro tesnijo ali obrazni ščit
- zaščita kože: kislinsko odporna obleka

## Fizikalne in kemijske lastnosti
Acetil bromid je brezbarvna tekočina, ki se na zraku obarva rumeno. Hlapi so težji od zraka; ob normalni temperaturi na zraku razvija kadeče hlape.

## Obstojnost in reaktivnost
Acetil bromid je obstojen, če ga hranimo v ustreznih razmerah. Treba je upoštevati, da je segrevanje kisline lahko nevarno.Je jedka tekočina, ki doseže plamenišče na 71º. Pri segrevanju do razkroja se sproščajo močno jedki in strupeni hlapi karbonilbromida in broma. Acetilbromid silovito reagira v stiku z vlago, paro ali vodo. Pri tem se sprošča toplota in nastajajo jedki hlapi vodikovega bromida. Enako reagira z alkoholom. Ob navzočnosti vlage močno najeda kovine.

## Toksikološki podatki
Acetil bromid povzroča akutno zastrupenost pri zaužitju. Močno draži in razjeda kožo, sluznico in oči. Dolgotrajen stik s kožo lahko povzroči dermatitis.